# راي لوكاس (لاعب كرة قدم أمريكية)
راي لوكاس (بالإنجليزية: Ray Lucas)‏ هو لاعب كرة قدم أمريكية أمريكي، ولد في 6 أغسطس 1972 في هاريسون في الولايات المتحدة.

## وصلات خارجية
- راي لوكاس على موقع مرجع كرة القدم المحترفة.كوم (الإنجليزية)